# Carretera de Sant Ramon
La Carretera de Sant Ramon és el primer tram de la carretera de Reus al Morell, al terme municipal de Reus, i en part al de Constantí, al Baix Camp. És la TP-7225
La tendència actual és d'anomenar-la completament carretera del Morell. S'inicia a la carretera de Reus a la Selva del Camp, una mica més amunt del Cementiri de Reus. Quan se li ajunta el Camí de Valls la carretera circula durant uns dos quilòmetres per damunt d'aquest camí.
Sant Ramon és un grup de masies que formen un petit poblat al terme municipal de Constantí. La carretera es va començar a construir el 1877, però l'obra no es va acabar fins al 1882, i només arribava fins a les masies. Més tard se la prolongà fins al Morell.